# AJS V4
La AJS V4 è una motocicletta da competizione realizzata dalla casa motociclistica inglese AJS dal 1935 al 1938. 
La moto, inizialmente sviluppata come prototipo da competizione, si caratterizzava per un innovativo motore V4 a quattro tempi raffreddato ad aria, successivamente evoluto con raffreddamento ad acqua e sovralimentato mediante compressore.

## Storia

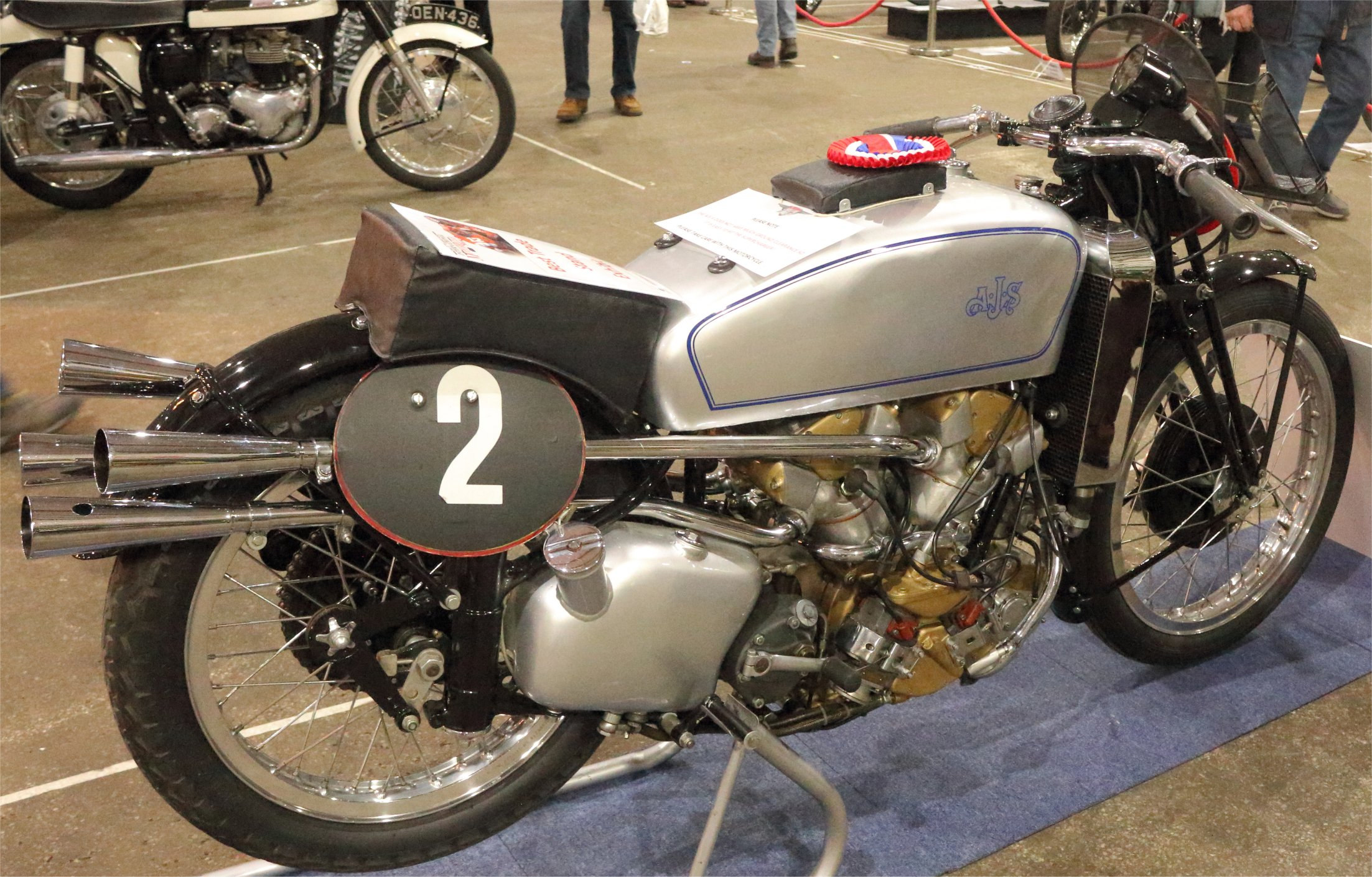
V4 del 1939

Nel 1935 all'Olympia Show fu esposta per la prima volta la moto avente il motore V4 con angolo tra le bancate di 50° e cilindrata ds 495 cm³ con distribuzione SOHC e raffreddato ad aria, progettato da Bert Collier. Questa prima versione utilizzava un basamento unico con i quattro cilindri singoli in ghisa e le testate separate in lega leggera, molle delle valvole "a vista", un albero motore con manovellismo a 180° e bielle a forcella. C'era un carburatore centrale per ogni coppia di cilindri. I singoli alberi a camme in testa erano azionati tramite catena. Aveva una trasmissione primaria a catena contenuta in una scatola a bagno d'olio e una frizione anch'essa a bagno d'olio. 
Nella primavera del 1936 venne impiegata a Brooklands per dei test una nuova versione da competizione con motore avente canne in lega, dotata di un compressore Zoller, un solo carburatore Amal e un cambio Burman a quattro velocità con frizione a secco. 
Nel 1936 Harold Daniell e George Rowley guidarono la V4 sovralimentata nel Senior TT, ma entrambi i piloti si ritirarono per problemi meccanici. 
La versione successiva del 1938 aveva una nuova sospensione posteriore, freni migliori, un collettore di aspirazione rivisto ed era più leggera. Il motore era stato montato più indietro nel telaio per migliorare il raffreddamento dei cilindri posteriori. AR Bob Foster ne guidò una al Senior Isle of Man TT del 1938 ma si ritirò a causa di problemi 
di surriscaldamento dopo soli due giri.
In seguito Matt Wright, ex progettista della New Imperial, venne incaricato per la riprogettazione completa del motore.
Il risultato fu una versione raffreddata ad acqua con canne e testate fuse in coppia. Vennero montate un radiatore su ciascun lato dei tubi del telaio anteriore e una pompa dell'acqua del tipo a girante sul lato sinistro dell'albero motore per favorire ulteriormente il raffreddamento. La pressione di sovralimentazione del compressore venne ridotta a 6 psi (0,4 bar). La moto utilizzava uno pneumatico anteriore da 21 pollici (530 mm) e uno posteriore da 19 pollici (480 mm). Aveva un serbatoio del carburante da 27 litri.
Al TT dell'Isola di Man del 1939 le due moto partecipanti, guidate da Walter Rusk e AR Bob Foster, finirono 11° e 13° nel Senior TT.
Al Gran Premio dell'Ulster 1939, l'ultimo GP disputato prima dello scoppio della seconda guerra mondiale, vennero schierate due moto, di cui la prima si ritirò a metà del primo giro (prima del ritiro la moto riuscì a toccare i 217 km/h); la seconda, dopo aver completato il primo giro con una media record di 100,03 mph (160,98 km/h), si ritirò al terzo giro. La V4 fu la prima moto a percorrere il Gran Premio dell'Ulster a oltre 100 mph (160 km/h).
Nel giugno del 1946 l'AJS V4 ottenne la prima vittoria a Chimay in Belgio guidata da Jock M West.